# Тристан и Изолда
Прича о Тристану и Изолди (енгл. Tristan and Iseult) је стара келтска сага о трагичној љубави двоје младих. 

## Настанак и развој
Иако настала доста раније међу Келтима, ова легенда тек од средњег века добија на важности, нарочито у Француској и то у више верзија, од којих је најпознатију написао Тома Данглетер (фр. Thomas d'Angleterre) око 1180. године. У модерно рухо ову верзију је увио Жозеф Бедије (фр. Joseph Bédier) 1900. године. Сагу „Тристан и Изолда“ је такође обрадио и Готфрид фон Стразбур, на основу које је Рихард Вагнер написао чувену истоимену оперу, Тристан и Изолда.

## Заплет
Главни јунаци ове легенде су трагични витез Тристан, сестрић краља Марка од Корнвола (у Британији), и принцеза Изолда, кћерка истоимене ирске краљице. Тристанов задатак био је да допрати Изолду свом ујаку за кога је ова била обећана, али грешком, у путу, обоје узимају љубавни напитак. Због своје љубави према Изолди, Тристан крши завет на оданост стрицу. Тристан је иначе један од витезова округлог стола краља Артура.